# Tour de Vendée 2004
Il Tour de Vendée 2004, trentatreesima edizione della corsa e valida come evento del circuito UCI categoria 1.3, si svolse il 18 aprile 2004 per un percorso totale di 193 km. Fu vinta dal norvegese Thor Hushovd che terminò la gara con in 4h55'27" alla media di 39,194 km/h.
Al traguardo 42 ciclisti portarono a termine il percorso.

## Ordine d'arrivo (Top 10)
| Pos. | Corridore           | Squadra         | Tempo    |
| ---- | ------------------- | --------------- | -------- |
| 1    | Thor Hushovd        | Crédit Agricole | 4h55'27" |
| 2    | Jaan Kirsipuu       | AG2R Prév.      | a 1'07"  |
| 3    | Sébastien Hinault   | Crédit Agricole | a 1'20"  |
| 4    | Franck Bouyer       | La Boulangère   | a 1'31"  |
| 5    | Jérôme Pineau       | La Boulangère   | s.t.     |
| 6    | Pierrick Fédrigo    | Crédit Agricole | a 2'00"  |
| 7    | Thomas Voeckler     | La Boulangère   | a 2'02"  |
| 8    | Ėduard Vorganov     | Russia          | a 2'03"  |
| 9    | Jean-Michel Tessier | Oktos           | a 2'06"  |
| 10   | Ludovic Martin      | RAGT            | a 2'11"  |